# Pikmin 2
Pikmin 2 är ett TV-spel till GameCube. Det är uppföljaren till Pikmin. Spelet börjar med att Olimar återvänder till sin hemplanet efter första Pikmin-spelet för att få reda på av sin chef att firman han jobbar på håller på att gå i konkurs. Olimar har råkat få med sig en kapsyl från planeten och denna kapsyl visar sig vara värdefull så Olimars chef beordar honom att tillsammans med sin klumpiga assistent Louie återvända till planeten där de märkliga varelserna Pikmin bor. Här gäller det att leta skatter för att rädda firman! Pikmin 2 släpptes i Europa hösten 2004 och var ett av finalspelen i Nintendo-SM det året. I spelet Pikmin 2 kan två spelare samarbeta eller tävla mot varandra.

## Versioner på andra spelkonsoller
Spelet släpptes i en version till Wii. I denna version har spelet anpassats för att spelas med den kontroll som tillhör Wii.
2023, i samband med att Pikmin 4 släpptes, släpptes även ett paket med Pikmin och Pikmin 2 för Nintendo Switch. 